# Medialivre
Medialivre, antes Cofina es una empresa portuguesa dedicada principalmente a los medios de comunicación. El presidente del Consejo de Administración es Paul Fernandes. Es propiedad mayoritaria de Cofihold, una empresa que también es propietaria de Altri, además de poseer participaciones en otras sociedades.
Cristiano Ronaldo se convierte en accionista principal en noviembre de 2023.

## Historia
Fundada en 1995, Cofina es uno de los principales grupos de comunicación portugueses. Actualmente la empresa cuenta con cinco periódicos y nueve revistas en Portugal. Cofina cotiza en la Bolsa de Lisboa desde 1998.
Cofina cotiza en la Bolsa de Lisboa desde 1998.
- 1995: nace Cofina, que comenzó con un capital registrado de 5 millones de euros.
- 1999: adquisición de Investec (holding de medios).
- 2000: adquisición del "Correio da Manhã" (diario).
- 2002: adquisición de "TV Guide" (revista de TV).
- 2004: lanzamiento de la revista "Sábado" (semanario).
- 2006: adquisición de "Destak" (diario gratuito).
- 2007: Lanzamiento de "Destak Sao Paulo" (periódico gratuito en Brasil).
- 2009: Adquisición de la edición en portugués de "Metro" (periódico gratuito).
- 2009: Lanzamiento de "Destak Rio de Janeiro" (Brasil).
- 2010: Lanzamiento de "Destak Brasilia" (Brasil).
- 2011: Lanzamiento de "Destak Campinas" (Brasil).
- 2023: La empresa deja de llamarse Cofina y cambia de nombre a Medialivre.[1]

## Periódicos
- Correio da Manhã
- Record
- Jornal de Negócios
- Destak
- Metro

## Revistas
- Flash!
- TV Guía
- TV Guía Novelas
- GQ
- Automotor
- Máxima
- Vogue
- Sábado
- Semana Informática

## Televisión
- Correio da Manhã TV

## Internet
- http://XL.pt